# Heinrich Geffert
Johann Heinrich Friedrich Geffert (* 19. Mai 1887 in Himbergen; † 13. März 1987 in Hamburg-Groß Borstel) war ein deutscher Erziehungswissenschaftler und Didaktiker der deutschen Sprache für die Volksschule. Er war auch Buchherausgeber, Lyriker und Übersetzer aus dem Englischen (Daniel Defoe, Robinson).

## Leben
Heinrich Geffert promovierte 1926 an der Universität Hamburg bei Gustaf Deuchler über Hermann Hesse zum Dr. phil. Bereits vorher war er mit Ausgaben von Gedichten und Erzählungen hervorgetreten, die meist auf eine erbauliche Wirkung zielten. Von 1927 an war er am Pädagogischen Institut Hamburg bzw. an der Hamburger Hochschule für Lehrerbildung als Dozent tätig. 
1933 übernahm er als Schriftleiter die Redaktion der Hamburger Lehrerzeitung, einer Wochenschrift des NS-Lehrerbunds. Dieses Amt legte er aber noch  vor Jahresende nieder. Er besorgte mitverantwortlich die Hamburger Ausgabe des Reichslesebuches für Volksschulen. Am 20. Juni 1937 beantragte er die Aufnahme in die NSDAP und wurde rückwirkend zum 1. Mai desselben Jahres aufgenommen (Mitgliedsnummer 5.434.790). 1942 wurde er als Oberstudiendirektor und Professor zum Leiter der Hamburger Lehrerbildungsanstalt II in der Felix-Dahn-Straße ernannt, die 1945 von der britischen Besatzungsmacht geschlossen wurde. 
Im Juni 1945 wurde Geffert sogleich in den Kreis der Experten berufen, die sich um die Neuordnung der Volksschullehrerbildung kümmerten. Sie wurde wieder wie vor 1933 an der Universität Hamburg eingerichtet. Geffert arbeitete bis 1952. Er hatte viele Veröffentlichungen zum deutschen Sprachunterricht. Sehr verbreitet wurde sein Deutsches Wörterbuch im Westermann-Verlag, das bis in die 1970er Jahre erschien.

## Schriften
- (Hg.): Alfons Paquet, Der Sendling. Erzählungen und Schilderungen, 1914
- Das Bildungsideal im Werk Hermann Hesses. Eine erziehungswissenschaftliche Studie, Diss. Hamburg 1926, Buchausgabe 1927
- mit Gustav Schmidt: Arbeitsbuch für den Unterricht in der deutschen Sprache, 1941
- Auf der Wanderung. Deutsche Gedichte als Jahres- und Lebensgefährten, 1947
- Lob des Gartens. Gedichte und Schilderungen, 1947
- Deutscher Aufsatz und Stilerziehung, Beltz, Weinheim 1952
- (Mitarb.): Tätige Spracherziehung, Westermann Braunschweig 1953
- mit Heinrich Pröve (Hgg.): Unser Wortschatz, Westermann, Braunschweig 1954 (u.ö. bis 30. Aufl. 1973)
- Der Unterricht in der Muttersprache, Beltz, 2. Aufl. 1967